# الی یاکوفسکا
الی یاکوفسکا (مقدونی: Ели Јаковска؛ زادهٔ ۱۶ مهٔ ۱۹۹۵) بازیکن فوتبال اهل مقدونیه شمالی است.
وی همچنین در تیم‌های ملی فوتبال Macedonia women's national under-17 football team, Macedonia women's national under-19 football team، و North Macedonia women's national football team بازی کرده‌است.